# Philonthus bicolor
Philonthus bicolor – gatunek chrząszcza z rodziny kusakowatych i podrodziny Staphylininae.
Gatunek ten został opisany w 1903 roku przez Charlesa A. A. Fauvela. W obrębie rodzaju należy do grupy gatunków Philonthus politus. W 2013 roku Lubomír Hromádka dokonał jego redeskrypcji.
Kusak o ciele długości 12,8 mm. Głowa czarna z żółtymi głaszczkami i brązowoczarnymi żuwaczek, wyraźnie szersza niż dłuższa, o skroniach krótszych niż oczy. Czułki brązowe z pierwszymi 1-3 członami żółtymi. Czarnobrązowe przedplecze jest tak szerokie jak długie, zaś żółtobrązowe, częściowo ciemno prześwitujące pokrywy są szersze niż dłuższe. Odwłok żółtobrązowy. Odnóża żółte.
Chrząszcz afrotropikalny, znany wyłącznie z Kamerunu.